# Dzieje salonu
Dzieje salonu – dramat Kazimierza Wroczyńskiego napisany w 1921 r.

## Treść
Akcja rozpoczyna się w okresie I wojny światowej. W Wigilię 1914 r. w salonie państwa Marnickich, kiedy Jerzy Marnicki otrzymuje powołanie do wojska. Wówczas życie rodziny i służby toczy się spokojnym trybem: trwają przygotowania do świąt, służąca Michałowa pali w piecu, jej syn Józek pobiera lekcje francuskiego u panny Marylki Marnickiej, a narzeczona Jerzego - Żaneta przyrzeka mu miłość po grób. Gdy po pięciu latach Jerzy powraca do tego samego salonu jako bohater wojenny, zastaje zupełnie odmienny obraz: Michałowa wraz z mężem wzbogaciła się na nielegalnym handu, a ich syn Józek nie musi już się uczyć, by zyskać uznanie panny Marylki - może ją po prostu kupić. Jego własna narzeczona także stała się interesowna i chciwa.

## Inscenizacje (wybór)[2]
- Teatr Miejski im. Juliusza Słowackiego w Krakowie (1921, reż. Marian Jednowski)
- Teatr Rozmaitości w Warszawie (1921, reż. Emil Chaberski)
- Teatr Polski w Poznaniu (1921, reż. Roman Żelazowski)
- Teatr Miejski w Bydgoszczy (1922, reż. Józef Karbowski)
- Teatr Letni w Warszawie (1931, reż. Emil Chaberski)

## Spektakl telewizyjny
W 1994 r. w Teatrze Telewizji wyemitowano spektakl pt. Dzieje salonu (reż. Szczepan Szczykno).